# Villers-la-Faye
Villers-la-Faye är en kommun i departementet Côte-d'Or i regionen Bourgogne-Franche-Comté i östra Frankrike. Kommunen ligger i kantonen Nuits-Saint-Georges som tillhör arrondissementet Beaune. År 2022 hade Villers-la-Faye 400 invånare.

## Befolkningsutveckling
Antalet invånare i kommunen Villers-la-Faye
Referens:INSEE